# Alvin Hansen
Alvin Hansen (ur. 23 sierpnia 1887 w Viborgu, zm. 6 czerwca 1975 w Alexandrii) – amerykański ekonomista neokeynesowski, profesor Uniwersytetu Harwarda i Uniwersytetu Minnesoty, twórca teorii stagnacji sekularnej, autor pracy Fiscal Policy and Business Cycles.

## Życiorys
Urodził się w rodzinie duńskich imigrantów. Po ukończeniu Yankton College, w 1910 r., był dyrektorem liceum i kuratorem okręgu szkolnego hrabstwa. Po przyjęciu na doktorat z ekonomii na Uniwersytet Wisconsin w Madison w 1919 r. wykładał na tej uczelni oraz na Uniwersytecie Browna, jednak w 1923 r. przeszedł do pracy na Uniwersytecie Minnesoty.
Od 1937 r. był pracownikiem naukowym Uniwersytetu Harvarda. Początkowo reprezentował poglądy szkoły neoklasycznej, jednak w połowie lat 40. obrał pogląd neokeynesowski. Na Uniwersytecie Harvarda pozostawał do 1956 r., kiedy to odszedł na emeryturę. W następnych latach wykładał na Uniwersytecie Bombajskim, Uniwersytecie Yale i Uniwersytecie Stanu Michigan.
Pracował jako wykładowca wizytujący na wielu uczelniach, działał w American Economic Association, której prezesem był w 1938 r. Jest autorem 15 książek. Przyczynił się do utworzenia Social Security System (1935) oraz Council of Economic Advisers, powołanej przez Full Employment Act z 1946, który pomagał pisać.
Zmarł 6 czerwca 1975 r. w Alexandrii.